# Auras
Aurās är en ort i Indien.   Den ligger i distriktet Unnao och delstaten Uttar Pradesh, i den centrala delen av landet, 400 km sydost om huvudstaden New Delhi. Aurās ligger 131 meter över havet och antalet invånare är 6 591.
Terrängen runt Aurās är mycket platt. Runt Aurās är det tätbefolkat, med 636 invånare per kvadratkilometer. Närmaste större samhälle är Sandīla, 17,3 km norr om Aurās. Trakten runt Aurās består till största delen av jordbruksmark.